# 325P/Yang-Gao
325P/Yang-Gao est une comète périodique du système solaire, découverte le 15 juin 2009 par deux amateurs chinois, Yang Rui (Hangzhou, Zhejiang, Chine) et Gao Xing (Urumqi, Xinjiang, Chine) avec un simple appareil photo numérique Canon 350D et un objectif 10.7-cm f/2.8 depuis l'observatoire de Xingming sur le Mont Nanshan.                